# Helene Graswander
Helene Graswander (Kitzbühel, 7 dicembre 1952) è un'ex sciatrice alpina austriaca.

## Biografia
Slalomista pura, la Graswander esordì in Coppa del Mondo il 16 dicembre 1970 a Val-d'Isère (24ª); nella successiva stagione 1971-1972 in Coppa Europa si piazzò 3ª nella classifica di specialità. In Coppa del Mondo ottenne il miglior risultato (nonché unico piazzamento a punti) il 2 gennaio 1973 a Maribor (10ª) e prese per l'ultima volta il via il 26 gennaio seguente a Chamonix (15ª); l'ultimo piazzamento della sua carriera fu il 10º posto ottenuto nello slalom speciale dei Campionati austriaci 1973, disputato il 22 febbraio a Lienz. Non prese parte a rassegne olimpiche o iridate.

## Palmarès

### Coppa del Mondo
- Miglior piazzamento in classifica generale: 45ª nel 1973

### Coppa Europa
- 2 vittorie[senza fonte]

#### Coppa Europa - vittorie
| Stagione | Località          | Paese          | Specialità |
| -------- | ----------------- | -------------- | ---------- |
| 1972     | Saint-Lary-Soulan | Francia        | SL         |
| 1973     | Oberstaufen       | Germania Ovest | SL         |

Legenda:

GS = slalom gigante

SL = slalom speciale

### Campionati austriaci
- 3 medaglie:
  -  1 oro (slalom speciale nel 1972)
  -  1 argento (slalom speciale nel 1971)
  -  1 bronzo (combinata nel 1971)[senza fonte]